# أوسكار غونزاليس (ملاكم)
أوسكار غونزاليس (بالإسبانية: Óscar González)‏ (22 أبريل 1990 بتبيك في المكسيك - 3 فبراير 2014 بمدينة مكسيكو في المكسيك) هو ملاكم مكسيكي، صنّف ضمن فئة وزن الريشة ‏ ووزن البانتام السوبر ‏.

## روابط خارجية
- أوسكار غونزاليس على موقع بوكس ريك (الإنجليزية) (registration required)